# Joséphine de Beauharnais
« Impératrice Joséphine » redirige ici. Pour les autres significations, voir Marie-Joséphine, Impératrice Joséphine (rose) et Joséphine.
Pour les autres membres des familles, voir Famille Tascher, Maison de Beauharnais et Maison Bonaparte.
Marie Josèphe Rose de Tascher de La Pagerie, dite Joséphine de Beauharnais, née le 23 juin 1763 aux Trois-Îlets en Martinique et morte le 29 mai 1814 au château de Malmaison à Rueil-Malmaison, est la première épouse de l’empereur Napoléon Ier de 1796 à 1809. À ce titre, elle est impératrice des Français de 1804 à 1809 et reine d'Italie de 1805 à 1809.
Joséphine naît d'une famille de békés dans une grande plantation de la Martinique. Elle arrive en métropole après son mariage avec Alexandre de Beauharnais, victime de la Révolution française, exécuté pendant la Terreur. Durant cette période, Joséphine est emprisonnée plusieurs mois. Fréquentant les salons parisiens, elle rencontre le général Bonaparte qui la rebaptise Joséphine et avec qui elle se remarie. Ce second mariage lui permet de devenir impératrice après la proclamation du Premier Empire. Elle se heurte à l'hostilité de sa belle-famille, attisée par son incapacité à engendrer un héritier. Napoléon divorce d'elle en 1809. Elle se retire dans son domaine de Malmaison.
Malgré son mariage stérile avec Napoléon, Joséphine a une importante postérité grâce aux enfants de son premier mariage. À travers eux, notamment via sa fille Hortense de Beauharnais, elle est la grand-mère de l'empereur Napoléon III, qui règne sur la France de 1852 à 1870, durant le Second Empire.

## Dénomination
« Joséphine de Beauharnais » n’a été appelée ainsi que durant les cinq dernières années de sa vie, après son divorce d’avec Napoléon. Du temps de son mariage avec Alexandre de Beauharnais, elle se prénomme Marie Josèphe Rose. C'est Napoléon qui lui donne le prénom de Joséphine. Ainsi, les feuilles ultraroyalistes annonceront la mort de « madame veuve de Beauharnais ». Elle n’a donc porté le nom de « Joséphine de Beauharnais » qu’en reprenant son nom de veuve après son divorce, tout en conservant le prénom sous lequel elle s’était fait connaître en tant qu’impératrice. On pourrait donc aussi bien parler de « Joséphine Bonaparte », « Rose de Tascher », « Rose Tascher de La Pagerie » ou « Rose de Beauharnais ».

## Biographie

### Naissance et jeunesse en Martinique

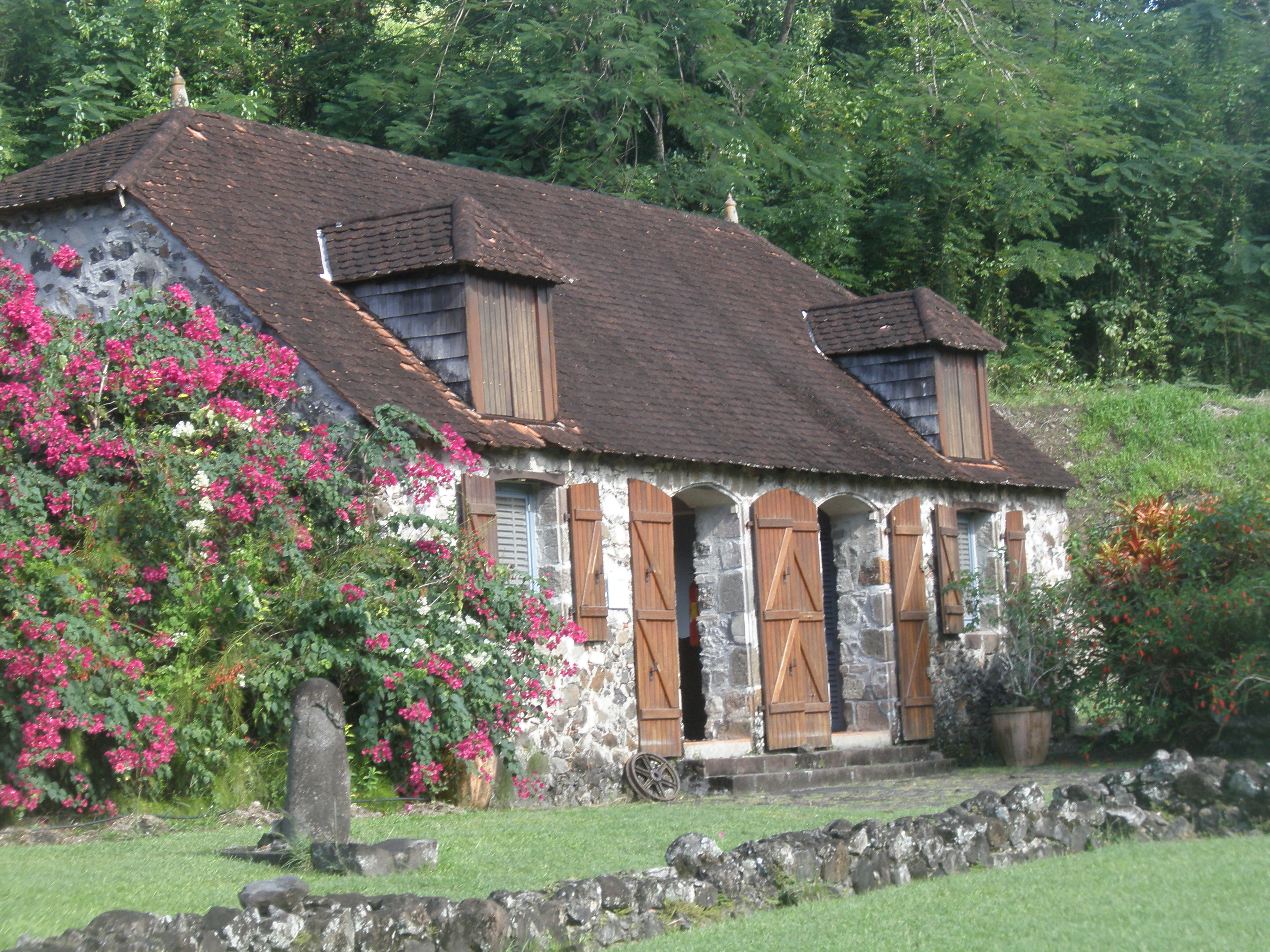
Le musée de la Pagerie aux Trois-Îlets, installé dans l'ancienne cuisine de l'habitation coloniale des Tascher.

Marie Josèphe Rose de Tascher de La Pagerie naît le 23 juin 1763 dans l'habitation sucrière (plantation) de ses parents, la Petite Guinée, située dans la paroisse du Cul-de-sac-à-vaches, sur l'actuelle commune des Trois-Îlets, en Martinique. Elle est la fille aînée de Joseph-Gaspard de Tascher de La Pagerie et de Rose Claire des Vergers de Sannois,.
Joseph-Gaspard est le fils aîné du seigneur de La Pagerie, Gaspard-Joseph, venu s'installer en Martinique en 1726 pour y faire fortune dans le commerce du sucre. Né sur l'île, Joseph-Gaspard rentre en métropole en 1751 et officie pendant quatre ans à Versailles en tant que page de la dauphine Marie-Josèphe de Saxe, avant de servir dans les armes. De son côté, Rose des Vergers de Sannois est la fille unique d'une famille de planteurs, fondateurs de la propriété de la Petite Guinée en 1730. Ce vaste domaine, bien que ne faisant pas partie des plus grandes exploitations martiniquaises, s'étend sur près de 500 hectares et exploite plus de 200 esclaves valides en 1751.
C'est là que grandit Marie-Josèphe-Rose. Elle est baptisée plus d'un mois après sa naissance, le 27 juillet 1763, en l'église Notre-Dame-de-la-Bonne-Délivrance,. La famille loge dans un confort rudimentaire dans le bâtiment même de leur sucrerie après qu'un cyclone a dévasté leur maison principale en 1766. C'est sa mère qui s'occupe principalement de la gestion du domaine, tandis que son père, nostalgique de ses années en métropole, préfère côtoyer la bonne société de Fort-Royal et mener une vie de plaisirs. Durant sa jeunesse, Marie-Josèphe-Rose, affectueusement surnommée « Yeyette » par ses parents, reçoit les soins de sa nourrice, Gertrude, avant d'être envoyée à l'âge de dix ans avec sa sœur cadette, Catherine-Désirée, chez les sœurs de la Providence à Fort-Royal.
Qu'on la nomme Rose ou Joséphine, elle triche durant toute sa vie sur la date de sa naissance pour se rajeunir. Les almanachs impériaux indiqueront tous les ans la date du 24 juin 1768. Sa fille, la reine Hortense, continuera à maintenir cette fiction.
De son enfance martiniquaise, la future impératrice garda un caractère correspondant à l'image que se faisaient les Métropolitains des Créoles : paresseux, sensuel et capricieux. Elle joua beaucoup de cette image. Son habitude de manger du sirop de canne à sucre détériora précocement ses dents, ce qui la poussa à adopter un demi-sourire fermé qui lui donnait un air énigmatique.

### Mariage avec Alexandre de Beauharnais

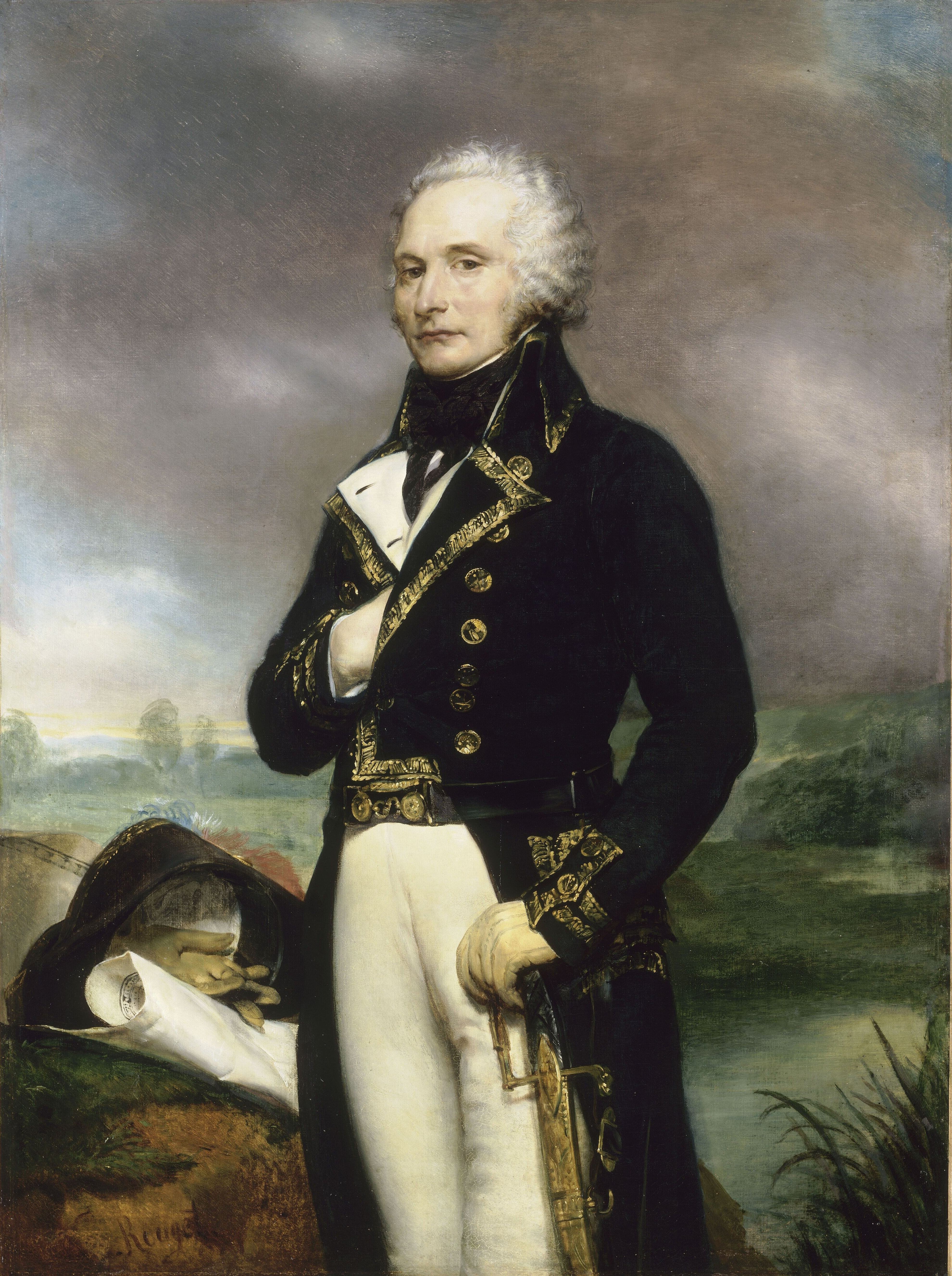
Le général de Beauharnais, premier époux de Joséphine.

Marie-Euphémie-Désirée, la sœur de Joseph-Gaspard de Tascher de La Pagerie, vit en métropole avec le marquis François de Beauharnais,.  Elle projette de marier le fils de ce dernier, Alexandre de Beauharnais, avec une des filles de Joseph-Gaspard. Comme les de Tascher de La Pagerie, la famille de Beauharnais est installée aux Antilles où elle possède également plantations et esclaves.  Le choix se porte d'abord sur Catherine-Désirée, mais lorsque la demande de mariage parvient en Martinique à la fin de l'année 1777, cette dernière est morte de la tuberculose le 16 octobre précédent, à l'âge de 12 ans. Alexandre de Beauharnais accepte alors la main de la seconde. Conduite par son père en métropole, Marie-Josèphe-Rose quitte son île natale à la fin du mois d'août 1779, à bord de la flûte Isle de France. Le mariage est célébré le 13 décembre 1779 à Noisy-le-Grand par l'abbé Durand. Elle a 16 ans, lui 18. Durant le trajet vers la France et jusqu'à la fin de sa vie, Marie-Josèphe-Rose est accompagnée d'Euphémie, domestique dévouée et supposée demi-sœur « mulâtresse », pour laquelle elle gardera toujours une grande affection.
Le jeune couple s'installe à Paris, dans l'hôtel privé du marquis de Beauharnais, rue Thévenot, avant de louer un appartement rue Neuve Saint-Charles. Marie-Josèphe-Rose, désormais vicomtesse, jouit d'une aisance qu'elle n'a encore jamais connue. Très vite, il apparaît que les deux époux ne s'entendent pas. Alexandre est régulièrement absent : quand il n'est pas en garnison avec son régiment, à Brest puis à Verdun, il séjourne chez son ancien précepteur, Antoine Patricol, à La Roche-Guyon. Si Joséphine se plaint de la rareté de la correspondance qu'entretient son mari, ce dernier lui reproche un certain manque d'éducation. Pour autant, la naissance de leur premier enfant, prénommé Eugène, le 3 septembre 1781, semble rapprocher le couple mais après quelques semaines de vie commune, Alexandre s'éloigne de nouveau. Joséphine confie Eugène à Euphémie, qui devient sa gouvernante.

### Séparation et retour en Martinique
Dans le même temps, Joséphine s'immisce peu à peu dans la société aristocratique parisienne et fréquente les salons. Alors que son mari, et la tante de celui-ci, Fanny de Beauharnais, sont très actifs au sein des loges parisiennes, elle est à son tour initiée en franc-maçonnerie, au sein de la loge de la Triple Lumière. De retour auprès de sa femme au mois de juillet 1782, Alexandre s'embarque quatre mois plus tard pour la Martinique. Son ancienne maîtresse, madame de Longpré, effectue ce voyage avec lui et tous deux entretiennent une nouvelle relation. En métropole, Joséphine entame une deuxième grossesse, pour donner naissance à Hortense le 10 avril 1783. Furieux en apprenant la nouvelle, Alexandre doute de sa paternité et accuse Joséphine d'adultère. À son retour en France à l'automne suivant, il oblige Joséphine à quitter le domicile conjugal et la contraint d'entrer au couvent, à l'abbaye de Penthemont, tandis que leurs enfants sont confiés à une nourrice. Refusant son sort, elle dépose plainte auprès de Louis Joron, conseiller du roi et commissaire au Châtelet de Paris. Défendue par maître Moreau de Bussy, elle gagne son procès le 3 février 1784. Alexandre est condamné par le prévôt de Paris à verser une pension à sa femme pour l'éducation de ses enfants, mais il fait enlever Eugène le 4 février 1785, ce qui entraîne une nouvelle plainte de Joséphine. Par l'intermédiaire de sa tante, Marie-Euphémie-Désirée, un compromis est signé devant notaire le 5 mars suivant par les deux époux. Alexandre reconnaît ses torts et accorde à sa femme une pension annuelle de 6 000 livres, tout en lui laissant la garde définitive d'Hortense et celle d'Eugène jusqu'à ses cinq ans.
À sa sortie du couvent, Joséphine s'installe à Fontainebleau chez sa tante et son beau-père, le marquis de Beauharnais, où elle réside pendant trois ans avec Hortense et Euphémie. On prétend qu'elle suit les chasses du roi Louis XVI et les beaux cavaliers qui y participent : le comte de Crenay, le duc de Lorge ou le chevalier de Coigny. Elle connaît alors des difficultés financières car Alexandre ne lui verse pas régulièrement sa pension, mais ses parents lui viennent en aide en lui faisant parvenir des lettres de change depuis la Martinique. En octobre 1787, Joséphine et Hortense sont accueillies dans l'hôtel parisien du banquier suisse Jean-Jacques Rougemont.
Sans argent et sans position sociale établie malgré une aisance certaine dans les relations mondaines, Joséphine choisit de retrouver sa terre natale et voir si elle peut améliorer sa situation qui reste très préoccupante. Elle s'embarque avec sa fille et Euphémie à destination des Antilles françaises en juin 1788. Pendant près de trois ans, elles n'y ont pas d'habitation fixe tandis que Joséphine gagne en influence dans la société martiniquaise,.
Barras, exilé à Bruxelles par Napoléon en 1801, écrit perfidement dans ses Mémoires que, pendant ce séjour, la jeune femme libre « aurait eu des rapports avec des nègres » et aurait donné naissance à une fille naturelle, ces rumeurs servant par la suite à Alexandre de Beauharnais de motif à sa rupture avec Rose.

### Emprisonnement sous la Révolution

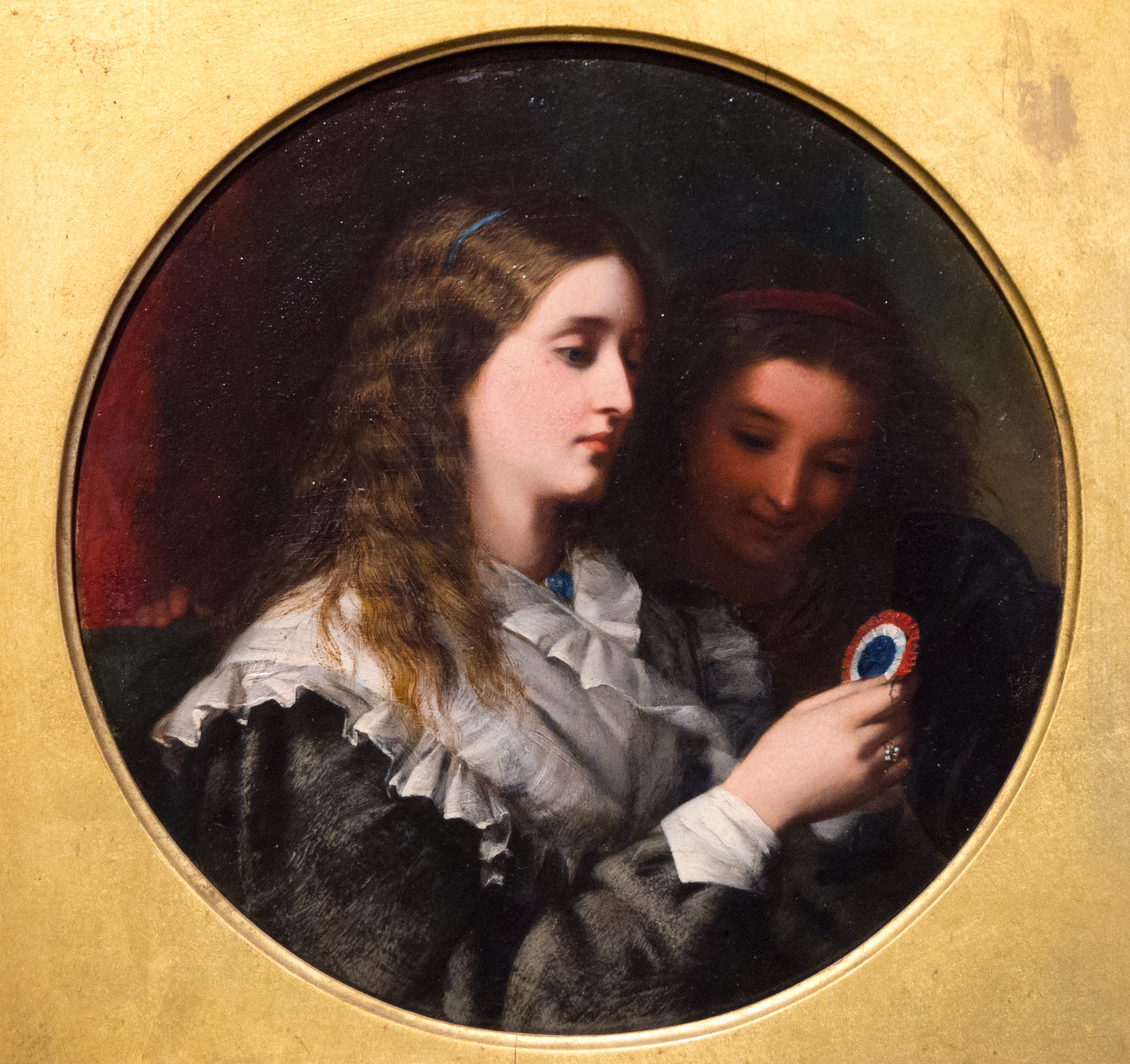
La cocarde représentant Rose et sa fille Hortense, musée de la Révolution française.

Tandis que la Révolution française éclate en 1789, les émeutes atteignent la Martinique l'année suivante. L'oncle de Joséphine, envoyé pour parlementer avec des rebelles qui se sont emparés du fort Bourbon, est notamment pris en otage et fait prisonnier. Fort-Royal est peu à peu encerclée et Joséphine, Hortense et Euphémie parviennent à s'enfuir pour s'embarquer sur la frégate la Sensible. Après avoir accosté à Toulon en novembre 1790, elles rejoignent leur tante à Fontainebleau. Très actif depuis le début de la Révolution, Alexandre de Beauharnais a acquis une certaine position dans la vie politique du royaume. Élu député de la noblesse aux états généraux en 1789, il appartient à la minorité des membres de son ordre qui soutiennent les réformes. Président des jacobins après la mort de Mirabeau, il est ensuite élu à la présidence de l'Assemblée constituante, le 18 juin 1791, et joue un rôle de premier plan au moment de la fuite à Varennes. Tout en restant séparée de lui, Joséphine s'affiche alors comme son épouse et joue de sa position pour élargir le cercle de ses relations. Elle se rapproche alors de personnalités issues de milieux très variés voire opposés : Joséphine fréquente aussi bien les amis de son mari, comme le marquis de La Fayette ou le marquis de Caulaincourt, que les constituants de gauche, notamment par l'intermédiaire de Charlotte de Robespierre, ou encore des personnalités des milieux contre-révolutionnaires comme Michelle de Bonneuil. Très à l'aise dans les salons, elle cherche alors à entretenir des réseaux sans toutefois s'engager,.
La situation évolue défavorablement pour le couple Beauharnais au cours de l'année 1793. Après la dissolution de l'Assemblée Constituante, Alexandre avait regagné les rangs de l'armée du Rhin. Jugé en partie responsable de la chute de Mayence le 23 juillet, il est limogé et contraint de regagner son fief de La Ferté-Beauharnais, puis très vite inquiété. La loi des suspects, adoptée par la Convention le 17 septembre, sème alors le trouble en France et menace de la peine capitale tous ceux accusés d'être contre-révolutionnaires. De son côté, Joséphine se réfugie à Croissy-sur-Seine, dans la maison d'une de ses amies créole, Madame de Hosten-Lamotte (l'adresse actuelle de cet hôtel particulier est le 12 Grande rue - espace Chanorier). Elle se fait alors délivrer un certificat de civisme par les autorités municipales. Elle tisse notamment des liens avec le président du Comité de sûreté générale, Marc-Guillaume-Alexis Vadier, et fait libérer par son intermédiaire plusieurs de ses proches qui se retrouvent inquiétés. Elle échoue pourtant à sauver son mari Alexandre, arrêté au mois de janvier 1794.
Joséphine est à son tour inculpée le 19 avril et enfermée à la prison des Carmes où son ordre d'écrou est signé par la section des Tuileries du Comité révolutionnaire deux jours plus tard. Elle y retrouve Alexandre qu'elle est autorisée à rencontrer quelques heures par jour. Condamné par le Tribunal révolutionnaire, il est guillotiné le 23 juillet. La chute de Robespierre qui intervient peu après met fin au régime de la Terreur et Joséphine est finalement libérée le 6 août 1794,. Un greffier du Comité de sûreté générale, Charles de La Bussière, probablement amoureux d'elle, s'attribue sa libération et affirme avoir fait disparaître son acte d'accusation. Bien qu'aucune preuve formelle ne soit apportée pour accréditer cette thèse, Joséphine se montre reconnaissante en lui versant plus tard une somme de 1 000 livres.

### Retrouver son rang
À sa sortie de prison, la situation financière de Joséphine est critique. Désormais veuve, elle ne dispose plus d'aucun revenu régulier, d'autant plus que les biens d'Alexandre ont été saisis, mais, tirant profit de son habileté dans les relations tout comme de la crise monétaire qui frappe la France, elle parvient très rapidement à retrouver son rang. Au début de l'année 1795, elle obtient auprès des autorités départementales du Loir-et-Cher la levée des scellés sur les biens de son défunt mari. Dans cette période délicate, elle bénéficie des conseils d'un homme de loi, Jean-Etienne Calmelet, qui la soutient dans ses différentes démarches. Elle reçoit également l'appui du député conventionnel Merlin de Thionville pour récupérer une série d'objets et de biens parisiens. Dans le même temps, Joséphine contracte plusieurs prêts et sollicite le secours de ses proches. Elle fait mettre sur pied un montage financier qui permet à sa mère de lui envoyer plusieurs sommes en monnaie métallique. Ces pièces, qui transitent par l'établissement d'un banquier de Hambourg, Matthiessen, sont ensuite échangées en assignats, fortement dépréciés. À la fin de l'année 1795, à la bourse de Paris, un louis d'or peut s'échanger jusqu'à 5 000 livres en assignats, ce qui permet à tous ceux qui ont un correspondant hors de France de spéculer en rapatriant la « bonne monnaie ». Joséphine parvient à rembourser ses dettes et celles de son mari tout en augmentant son train de vie. Elle loue alors une maison de la rue Chantereine à Paris (actuellement 50 rue des Victoires), où elle peut mener une existence raffinée sans pour autant supporter les charges financières d'un véritable hôtel particulier. Joséphine profite également du fait que certains bailleurs choisissent de renoncer à leur loyer plutôt que de recevoir de la monnaie dépréciée : c'est ainsi qu'elle conserve la jouissance de sa maison de campagne de Croissy-sur-Seine, actuellement 6bis Grande rue. Désormais rétablie financièrement, Joséphine choisit de donner une solide éducation à ses enfants en les envoyant en pension dans des établissements de Saint-Germain-en-Laye. Ainsi, Eugène est accueilli au collège irlandais tenu par l'abbé Mac Dermott, tandis que Hortense entre chez Madame Campan, l'ancienne Première femme de Chambre de la reine Marie-Antoinette.
En parallèle, Joséphine poursuit son ascension au sein de la société parisienne, insouciante, extravagante et joyeuse, qui se développe dans le cadre de la convention thermidorienne. Proche de Jean-Lambert Tallien, qui lui vient en aide dans diverses affaires, elle se lie d'amitié avec l'épouse de ce dernier, Thérésa. Inséparables, les deux femmes rivalisent d'élégance dans les salons. Elles incarnent et influencent fortement la mode de leur époque, se plaçant en tête de celles qu'on a appelées les Merveilleuses. Certains de ses biographes, comme Françoise Wagener ou André Castelot, la révèlent à cette époque comme une veuve joyeuse, ce que réfute un autre historien, Pierre Branda, en la présentant « plus volontiers comme une élégante raffinée qu'en muscadine dévergondée ». Si la rumeur prétend qu'elle collectionne les aventures amoureuses, parmi lesquelles sa relation avec le général Hoche, qui semble attestée entre 1794 et 1795, la fréquentation de l'un des hommes forts du régime, Paul Barras, vient renforcer sa réputation d'intrigante. Nommé comme l'un des cinq Directeurs par la constitution du 22 août 1795, ce dernier se plaît à vivre en seigneur au palais du Luxembourg qui devient un des hauts lieux de la vie mondaine. Barras et Joséphine deviennent très intimes, au point qu'on leur prête une relation amoureuse. 
Durant cette période, Joséphine néglige ses enfants, qui le lui reprochent dans des lettres envoyées depuis les pensionnats où ils sont placés. Euphémie ajoute ses propres reproches à ceux d'Eugène et Hortense, qu'elle s'efforce de réconforter et de visiter.

### Rencontre et mariage avec Bonaparte

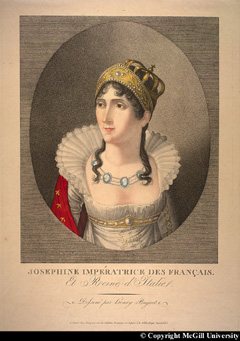
Portrait de Joséphine dont les dents prématurément gâtées l’incitent à produire son fameux demi-sourire.

La première rencontre entre Joséphine et Napoléon Bonaparte, un officier militaire alors en disponibilité, a lieu au mois d'août 1795 dans le salon de Thérésa Tallien, sans qu'aucun des deux ne prête une attention particulière à l'autre parmi les différents convives. Selon de nombreuses sources, ils sont finalement présentés par le Directeur Paul Barras au cours d'un dîner qu'il organise dans son propre hôtel le 15 octobre suivant. Dans son exil à Sainte-Hélène vingt ans plus tard, Napoléon lui-même livre une autre version de cette rencontre. À la suite de l'insurrection royaliste du 13 vendémiaire, où il se distingue en réprimant sévèrement les insurgés, un décret est signé pour interdire aux Parisiens de conserver des armes à leur domicile. Dans les jours qui suivent, le jeune Eugène de Beauharnais s'adresse directement à Napoléon pour que lui soit restitué le sabre de son père, alors saisi parmi d'autres armes. Touché par sa démarche, Bonaparte accepte. Dès le lendemain, Joséphine se déplace chez le général pour le remercier de sa bienveillance. À son tour, Napoléon demande à être reçu chez Joséphine et ses visites deviennent de plus en plus fréquentes. Cette version est attestée par les enfants de Joséphine, Eugène et Hortense, de même que par Barras.
Dès les premiers temps de leur relation, Napoléon se montre particulièrement passionné. Très épris, jaloux et possessif, il adresse de nombreux courriers à sa promise qu'il appelle le premier Joséphine, transformant ainsi son deuxième prénom,. Dans la soirée du 9 mars 1796, Joséphine et Napoléon se marient civilement à l'hôtel de Mondragon, siège de la deuxième municipalité de Paris. La famille Bonaparte n'est pas avertie de cette union, célébrée par le commissaire Collin-Lacombe devant un nombre réduit de témoins, dont Barras, Jean-Lambert Tallien, Etienne Calmelet et Jean Le Marois, aide de camp du général. À cette occasion, les deux époux falsifient leur état civil : Joséphine se rajeunit de quatre ans et Napoléon se vieillit d'une année, ce qui ramène à un an seulement leur différence d'âge. Joséphine reçoit en cadeau de noces une bague en émail noir portant la légende « Au destin ». Si la précipitation du mariage étonne, elle s'explique par le départ imminent de Bonaparte, nommé général en chef de l'armée d'Italie le 2 mars précédent, mais certains auteurs évoquent une possible grossesse de Joséphine qui aurait poussé les deux amoureux à régulariser leur situation.
Après le départ du général pour l'Italie, celui-ci adresse à sa femme des billets déchirants et enflammés pour lui témoigner sa passion, tandis qu'en retour, Joséphine se montre moins exaltée. Cela irrite fortement Napoléon qui lui en fait le reproche, de même que pour la fréquence selon lui trop rare de ses envois. Il l'accuse également de continuer sa vie mondaine tandis que lui se morfond dans son quartier général. La renommée qu'acquiert Bonaparte au fil de ses victoires profite à Joséphine qui étend ses réseaux à Paris, sa conversation étant de plus en plus recherchée dans les salons. Dès la signature de l'armistice de Cherasco qui suit la défaite des troupes du roi de Sardaigne, Napoléon supplie Joséphine de le rejoindre mais sa demande reste dans un premier temps sans réponse, ce qui provoque en lui un profond désarroi. Préférant rester à Paris, Joséphine met en avant sa grossesse pour refuser ce voyage. Dans le même temps, Napoléon demande au Directoire d'autoriser le départ de sa femme alors que les territoires conquis sont désormais suffisants pour assurer sa sécurité, ce qui lui est accordé le 24 juin. Finalement, Joséphine accepte de rejoindre son mari et prend la route trois jours plus tard. Elle laisse à Euphémie la gestion de son hôtel particulier qu'elle faisait remettre en état, ainsi que ses enfants.

### Séjour en Italie
C'est à son frère Joseph que Napoléon confie le soin de conduire Joséphine à ses côtés. Une suite nombreuse les accompagne, notamment le jeune officier Hippolyte Charles, réputé pour avoir dès lors été son amant, ce qui semble peu probable selon des historiens comme Thierry Lentz et Pierre Branda, dans la mesure où Joseph ne s'est éloigné que rarement de sa belle-sœur et voyageait dans la même voiture qu'elle, en compagnie de Charles et du colonel Junot,.
Les honneurs qu'on témoigne à Joséphine et les réceptions qui rythment son trajet vers l'Italie montrent toute l'importance qu'elle représente sur le plan protocolaire en sa qualité de femme du général victorieux. À Turin, capitale du royaume de Sardaigne elle est notamment reçue à dîner par le couple royal. Pour autant, ce voyage est pour elle des plus éprouvants. Dans sa correspondance avec Madame Tallien, elle évoque une « douleur de côté » continue et la fièvre qui ne la quitte pas. Selon le docteur Alain Goldcher, ces douleurs seraient dues à une salpingite, consécutive à une infection urinaire banale qui aurait entraîné une fausse couche et serait la cause de la stérilité de Joséphine.
Le convoi, en Lombardie, atteint Milan le 9 juillet mais ce n'est que quatre jours plus tard que Napoléon rejoint sa femme pour ne rester finalement que deux jours à ses côtés. Très occupé par les opérations militaires en cours, il doit souvent s'absenter et leurs entrevues ne durent pas plus de quelques jours. À chaque nouvel éloignement, chacun des deux époux démontre sa jalousie et soupçonne l'autre d'adultère dans des lettres parfois incendiaires.
Le 26 juillet, Joséphine rejoint le général à Brescia, à la demande de ce dernier. Une réception est donnée en leur honneur, mais devant la menace d'une offensive autrichienne, Joséphine est priée de se réfugier à Vérone, où elle se rend aussitôt. Pendant deux jours, elle loge dans la maison que Louis XVIII occupait durant son exil, quelques mois plus tôt. Deux jours plus tard, tandis que les troupes du feld-maréchal Wurmser approchent de la ville, Joséphine doit à nouveau s'enfuir pour rejoindre Milan. Elle fait étape dans la place forte de Peschiera où le général Guillaume, commandant la ville, ne peut garantir sa sécurité et lui demande de partir au plus vite. Joséphine se montre inflexible et refuse de quitter la ville tant qu'elle ne reçoit pas des instructions claires de la part de son mari. Le lendemain, 30 juillet, Junot arrive à la tête d'un détachement de dragons, porteur d'une lettre de Bonaparte enjoignant Joséphine de le rejoindre à Castelnuovo. Elle se met aussi en route, avec sa suite, mais dès la sortie de la ville, le convoi essuie le feu d'une chaloupe canonnière autrichienne. Deux dragons sont blessés mais Junot parvient à mettre tout le monde en sécurité. Le soir même, à Castelnuovo, le couple Bonaparte se retrouve et Napoléon décide d'envoyer Joséphine à Lucques, loin de la zone des combats.
Pendant cette nouvelle séparation, les relations se tendent entre Joséphine et son mari. L'affairiste Antoine-Romain Hamelin, qui l'accompagne fréquemment lors de ses déplacements en Italie, évoque à ce moment une nouvelle liaison avec l'officier Charles. Une violente dispute éclate entre les deux époux au mois de novembre suivant : alors que Napoléon s'empresse de gagner Milan après sa victoire lors de la bataille du pont d'Arcole pour y rejoindre Joséphine, celle-ci se trouve finalement à Gênes où elle a décidé de passer quelques jours sans le prévenir.
Pour autant, le rôle de Joséphine prend une nouvelle dimension lors de ce séjour en Italie. Fort de ses succès, Napoléon façonne alors un nouveau personnage : il se comporte en véritable souverain en Italie et construit notamment son image politique par la diffusion de deux journaux, Le Courrier de l'armée d'Italie et La France vue de l'armée d'Italie, deux feuilles qu'il contrôle et dont il assure parfois l'écriture. Dans cette optique, le rôle de Joséphine devient central : elle seule « triomphant de son invincible époux », elle apparaît désormais comme un personnage dont l'emprise est réelle sur son mari, ce qui tend à rassurer l'opinion. Bonaparte se sert ainsi de l'image de sa femme dans le jeu de pouvoir qu'il organise, comme le souligne Pierre Branda : « Tandis qu'il fascinait et inquiétait par son allure martiale, Joséphine rassurerait les âmes effrayées et emporterait les cœurs. » Malgré ce rôle de représentation, Joséphine s'ennuie éperdument en Italie et ne cache rien de sa peine dans la correspondance qu'elle entretient avec ses amis : « Eh bien, je préfère être simple particulière en France. Je n'aime point les honneurs de ce pays-ci. Je m'ennuie beaucoup. » Son exil se prolonge néanmoins puisque Bonaparte refuse son retour en France, un retour qui n'est rendu possible que par la signature du traité de Campo-Formio, qui met fin à la campagne d'Italie, le 17 octobre suivant.

### Retour en France
De retour en France, les Bonaparte jouissent d'une popularité certaine et le prestige des victoires militaires de Napoléon rejaillit tout autant sur Joséphine. Le 3 janvier 1798, un bal somptueux est donné en son honneur par Talleyrand au siège du ministère des Relations extérieures. Mais la campagne d'Italie modifie leurs rapports au sein du couple : dans l'intimité, Napoléon « règn[e] sans partage » et accapare notamment l'hôtel particulier de Joséphine, rue de la Victoire, dont il fait son quartier général. Il se rapproche également des enfants de Joséphine, notamment d'Eugène qu'il prend sous son aile au sein de l'armée d'Italie. Contrainte de s'effacer derrière son mari, Joséphine semble, en apparence, se contenter de son rôle, mais son désir d'indépendance est alors plus fort. En parallèle, sa relation amoureuse avec Hippolyte Charles, jusqu'alors soupçonnée, est désormais avérée. Elle explique également le retour tardif de Joséphine à Paris : alors que le traité de paix est signé le 17 octobre, elle ne rentre en France qu'à la fin du mois de décembre afin de rester auprès de son amant toujours en poste dans la péninsule. Les lettres qu'elle lui adresse régulièrement au cours de l'année 1798, révélées par l'historien Louis Hastier dans son ouvrage Le Grand Amour de Joséphine, témoignent de son attachement et des sentiments passionnés qui l'habitent. Mais au delà de la relation amoureuse, Joséphine s'associe également à Charles dans les affaires : à sa demande, elle appuie l'attribution du contrat de fournitures des armées à l'entreprise des frères Bodin, originaires de la Drôme comme le jeune officier.
Au début du mois de mai suivant, Joséphine et Euphémie suivent Napoléon à Toulon où ce dernier s'embarque pour la campagne d'Égypte, avant d'aller prendre les eaux à Plombières, dans les Vosges, dont les eaux sont alors réputées comme un remède à l'infertilité,. Le 20 juin, elle y est victime d'un accident grave : le balcon sur lequel elle est installée en compagnie de son amie, madame de Cambis, et de deux militaires, s'affaisse sous le poids de ses occupants, ce qui entraîne leur chute. Blessée à la clavicule et fortement contusionnée, Joséphine doit rester alitée pendant plusieurs jours,. À sa demande, Euphémie va chercher Hortense à Paris, où ces dernières rentrent deux mois plus tard. Joséphine ne rentre à Paris que le 15 septembre et doit renoncer à rejoindre Napoléon en Égypte après le désastre que connaît la marine française lors de la bataille d'Aboukir et qui condamne toute tentative de liaison maritime avec la France. C'est en Égypte que Napoléon apprend l'adultère de Joséphine. Son frère Joseph l'en avait pourtant averti quelques mois plus tôt à Paris, mais il refusait de le croire. Hors de lui, il envisage un temps le divorce,, puis se console dans les bras d'une maîtresse, Pauline Fourès, la femme d'un officier de chasseurs à cheval.
À Paris, les relations entre Joséphine et sa belle-famille se dégradent fortement : chacun de ses membres refuse les invitations à dîner qu'elle leur envoie. L'aventure amoureuse entre Joséphine et Hippolyte Charles prend fin, probablement du fait de ce dernier, au début de l'année 1799.
Le 21 avril suivant, sur les conseils du maire de Croissy Jean Chanorier, elle fait l'acquisition du château de Malmaison, propriété du banquier Jacques-Jean Le Couteulx du Molay, pour la somme de 325 000 francs. En attendant le retour de son mari, elle s'y retire pendant quelques semaines afin de lui montrer l'image d'une « épouse attentionnée et patiente ».

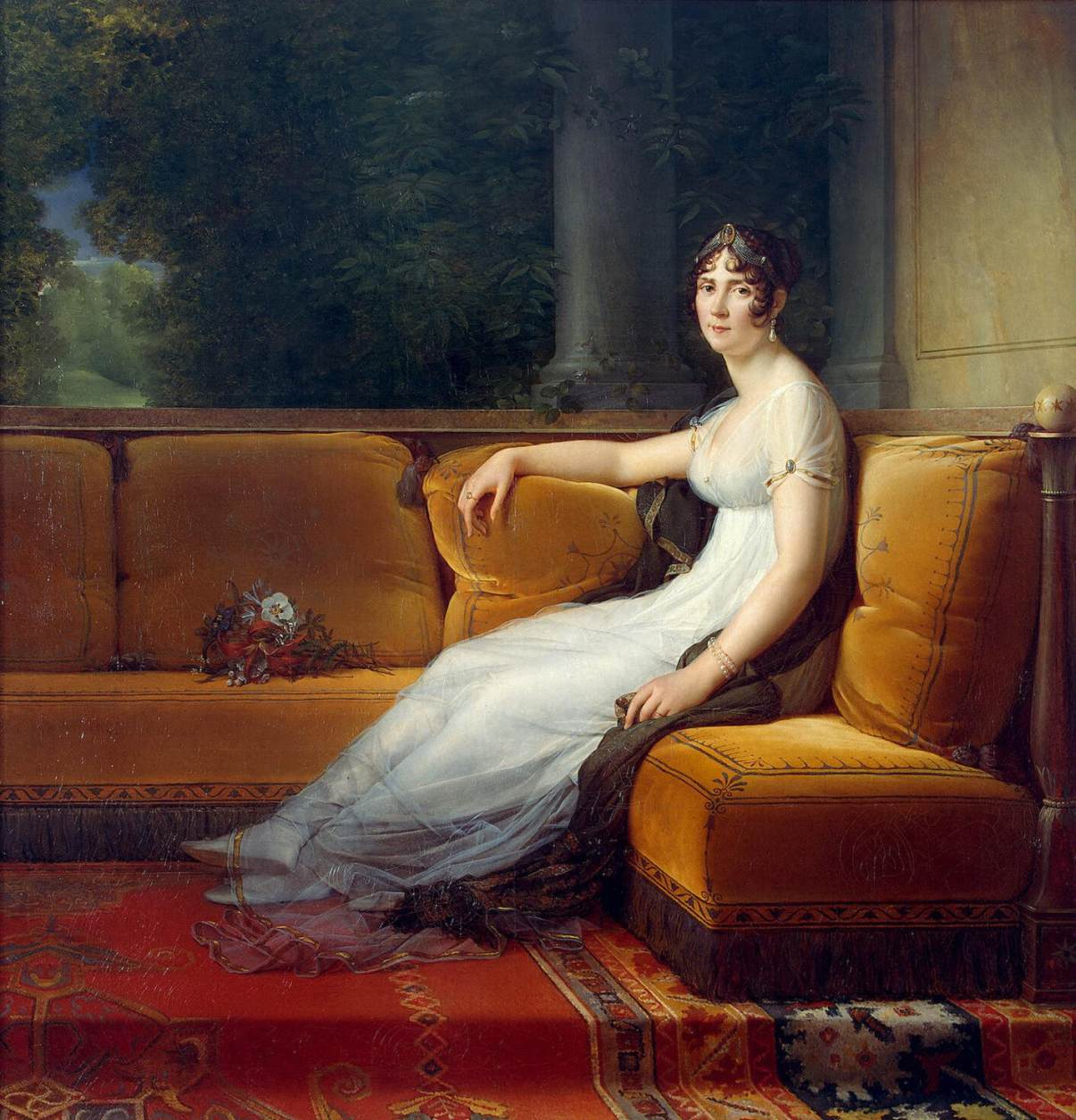
François Gérard - Portrait de Joséphine de Beauharnais dans son salon au château de Malmaison. Musée de l'Ermitage à Saint-Pétersbourg

À son retour d'Égypte, Bonaparte est résolu à divorcer, mais il y renonce finalement par attachement à Hortense et Eugène, et suivant les conseils de quelques proches, dont Barras et le munitionnaire Collot,.

### La«consulesse»

Le Sacre de Napoléon de Jacques-Louis David. Musée du Louvre.

Dès le retour de Napoléon, la maison de la rue de la Victoire devient le centre des réunions qui préparent le coup d'État du 18 Brumaire. Joséphine se retrouve, de fait, au cœur des intrigues. Bien qu'elle soit proche des membres du pouvoir en place, notamment les directeurs Barras et Gohier, qui lui fait la cour, elle choisit de rallier la cause de son mari. L'historienne Françoise Wagener évoque un nouveau « pacte » scellé entre les deux époux. Si son rôle demeure secondaire dans la préparation du coup d'État, elle accompagne Bonaparte dans chacune de ses sorties et active ses différents réseaux pour obtenir des informations.
Après l'avènement du Consulat et la nomination de Napoléon comme Premier consul en décembre 1799, le couple Bonaparte s'installe au Palais du Luxembourg, mais Bonaparte trouvant le logis trop exigu, il prend finalement ses quartiers au château des Tuileries à partir du 19 février 1800. Joséphine ne s'y plait guère, trouvant le lieu sinistre. Très occupé par son travail à la tête de l'exécutif, Napoléon est peu présent aux côtés de sa femme et ne prend qu'à peine le temps de manger avec elle. Joséphine ne cache pas son ennui, aussi bien aux Tuileries que dans leur domaine de la Malmaison, où le couple séjourne habituellement du vendredi au lundi midi. De même, Napoléon s'évertue à la tenir à l'écart de toutes les questions politiques, dont elle s'informe néanmoins par le biais de ses réseaux, notamment les ministres Talleyrand et Fouché.
Le Premier Consul entend néanmoins se servir de Joséphine dans sa stratégie de pouvoir et afin de renforcer son emprise sur la société. Il lui attribue ainsi un rôle officieux : outre le fait d'accompagner Napoléon dans la plupart de ses déplacements officiels, une obligation protocolaire impose dès lors aux membres du corps diplomatique de rendre visite à Joséphine en sortant des audiences officielles avec Bonaparte. Tout comme son influence grandit, la place de Joséphine gagne en importance au sein du palais gouvernemental, au point que l'historien Pierre Branda la qualifie de « consulesse ». Celle-ci prend peu à peu des allures de souveraine, plus encore après la déclaration du Consulat à vie en 1802.
Par ailleurs, Joséphine intervient personnellement pour favoriser le retour de certaines familles émigrées, ce qui fait dire à l'historien Frédéric Masson, à propos de la commission chargée d'examiner les demandes de radiation de la liste des émigrés : « Impossible d'ouvrir un dossier d'émigré, surtout d'émigré qualifié, sans y trouver une note ou un billet de Mme Bonaparte. » De même, dans les premiers mois du Consulat, elle s'entretient régulièrement avec des proches du futur Louis XVIII et de son frère le comte d'Artois. Elle se montre favorable à une restauration des Bourbons et cherche à convaincre son mari d’œuvrer en ce sens, en vain. Son attachement à la noblesse transparaît également dans la défense du duc d'Enghien, qu'elle tente de sauver alors que celui-ci est accusé de comploter contre Bonaparte et d'avoir cherché à l'assassiner. À l'inverse, et contrairement à une idée largement répandue, son influence dans le rétablissement de l'esclavage dans les colonies françaises est négligeable, comme le souligne Pierre Branda : « Fille des îles, une légende tenace lui attribue notamment la responsabilité du rétablissement de l'esclavage dans les colonies. Compte tenu de sa proximité avec les Antilles, il semblerait en effet logique qu'elle ait tenté d'influencer Bonaparte sur ce sujet. Rien ne permet toutefois de l'affirmer. Au contraire, il semble même qu'elle s'en soit sinon désintéressée, du moins fort peu préoccupée. Quel pouvait être son intérêt ? Sauver la rentabilité des domaines familiaux ? En aucune façon. »
Selon Patrice Gueniffey, l'impératrice n'aurait joué aucun rôle dans cette affaire. Pourtant Joséphine est proche, à Paris, du cercle des grands propriétaires créoles réunis dans le club de Clichy, dont l'un des membres, Louis-Narcisse Baudry des Lozières, lui dédie, en 1802, Les Égarements du nigrophilisme. Cependant, faute de preuves écrites, les historiens restent divisés sur la question.
Tandis que le pouvoir de Bonaparte s'étend de plus en plus, les rapports entre Joséphine et sa belle-famille ne cessent de se dégrader. Le clan Bonaparte n'accepte pas les bontés attribuées par Napoléon aux enfants du premier mariage de Joséphine, mais plus encore, c'est la question de l'hérédité qui devient un sujet d'affrontement récurrent entre eux : puisqu'elle ne semble pas en mesure de donner des enfants au Premier consul, les frères de ce dernier cherchent à le convaincre de divorcer. Pour se sortir du « piège de l'hérédité », Joséphine favorise alors le mariage de sa fille Hortense avec le frère cadet de Napoléon, Louis Bonaparte. Cette solution présente le double avantage de préserver sa place tout en assurant l'avenir du régime. En adoptant les enfants à naître de Louis et Hortense, Joséphine et Napoléon tiendraient alors leur héritier naturel.

### L'impératrice
Aimant les beaux atours, elle fait partie des quelques femmes qui déterminent les tendances de la mode (robes de mousseline ou de linon, châles en cachemires, robe-chemise), les créateurs de mode n'ayant pas encore cette influence à cette époque.
Le 18 mai 1804, le Sénat vote l'instauration du gouvernement impérial, proclamant Napoléon empereur héréditaire des Français. La nouvelle constitution fait peu de cas du statut de l'impératrice. L'article 18, en fixant les conditions de la régence, exclut qu'elle puisse l'exercer, contrairement à l'usage répandu sous l'Ancien Régime. Pour autant, sa position est sécurisée par l'article 15 qui précise que l'empereur peut fixer le douaire de l'impératrice et l'assigner sur la liste civile, tout en stipulant que ses successeurs ne pourront rien changer à ces dispositions. Cet article assure ainsi l'avenir de Joséphine qui peut espérer jouir de revenus confortables en cas de répudiation, ou bien après la mort de l'empereur.
Afin de conforter sa légitimité, Napoléon décide de se faire sacrer le 2 décembre 1804. Malgré les protestations de sa famille, il choisit de couronner également Joséphine lors de cette cérémonie dans la cathédrale Notre-Dame de Paris. Elle devient donc la première souveraine française à recevoir cet honneur depuis Marie de Médicis en 1610. Pour le clan Bonaparte, l'humiliation est totale puisque les trois sœurs de Napoléon sont contraintes de soutenir le manteau de l'impératrice pendant la cérémonie. Joséphine remporte une autre victoire symbolique en obtenant la bénédiction nuptiale de son mariage, ce qui rend en principe plus difficile un divorce. À l'arrivée du pape Pie VII en France pour assister au sacre, elle lui révèle au cours d'une audience qu'elle n'est mariée que civilement avec l'empereur, celui-ci s'étant toujours opposé au mariage religieux. Le pape annonce immédiatement à Napoléon son refus de consacrer une union républicaine. Le mariage religieux est donc célébré en urgence aux Tuileries par le cardinal Joseph Fesch, oncle de l'empereur, à la veille du sacre,.
Le couronnement de Joséphine renforce le prestige et le cérémonial qui entoure sa fonction. Elle bénéficie dès lors d'une Maison de l'impératrice, rassemblant quarante-trois officiers et directement rattachée à la Maison de l'Empereur. Dans les préséances à la Cour, Napoléon et son épouse sont traités sur le même pied, mais celle-ci doit se tenir à l'écart de tout sujet politique, comme le confie la comtesse de Rémusat, l'une de ses dames du palais : « Elle recevait beaucoup de monde, avec bonne grâce, et se faisait remarquer par l'insignifiance prescrite et bienveillante de ses paroles. » De même, la presse contrôlée par l'État fait peu de cas de l'impératrice. Dans les colonnes des journaux, elle apparaît principalement dans les moments de doute, pendant les campagnes militaires de l'empereur, où la figure tutélaire et respectée de sa majesté doit rassurer l'opinion.
Comme sous le Consulat, l'un des seuls pouvoirs non officiels de Joséphine est celui de nomination : elle facilite ainsi la carrière d'un grand nombre de ses amis, souvent pour leur obtenir un grade d'officier. Selon différents historiens, plusieurs centaines d'hommes ont pu bénéficier de ses largesses tout au long du règne de Napoléon. De même, elle participe au renouveau de la franc-maçonnerie que l'empereur entend contrôler. Joséphine s'emploie notamment à « ranimer l'activité des loges dites d'adoption, essentiellement féminines et tournées vers la charité avec ostentation. »
Après le couronnement, Euphémie devient gênante pour Napoléon, en raison des rumeurs, justifiées ou non, sur la parenté entre elle et son épouse. De plus, l'empereur tient Euphémie pour responsable des dons importants que fait Joséphine, qui sait se montrer prodigue envers les personnes moins favorisées. L'impératrice lui fait épouser Lefebvre, son valet de chambre, qui fut aussi au service de l'empereur et avait accompagné Eugène en Égypte. Le vieux domestique avait développé une affection pour le prince français aussi importante que celle d'Euphémie, ce qui les avaient rapprochés.

### Divorce

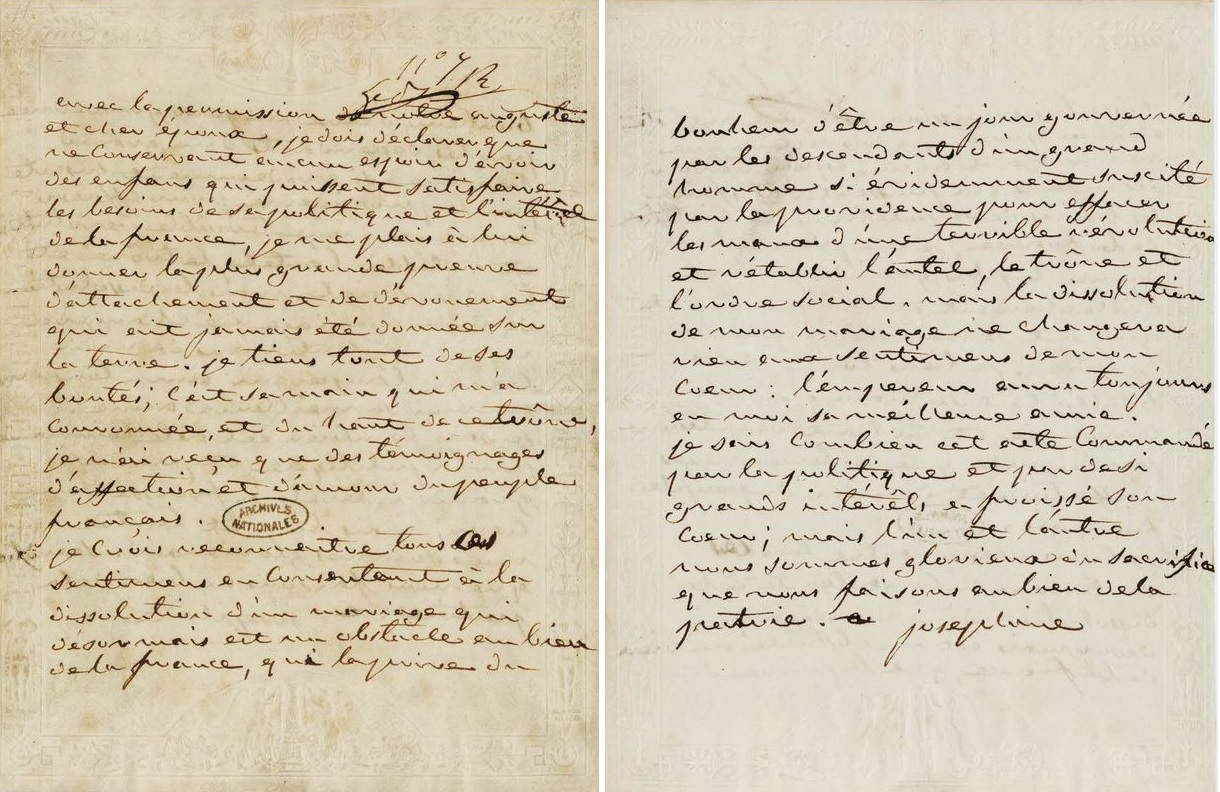
Original de la lettre de l'impératrice Joséphine en date du 15 décembre 1809, par laquelle elle consent à la dissolution de son mariage. Archives nationales.

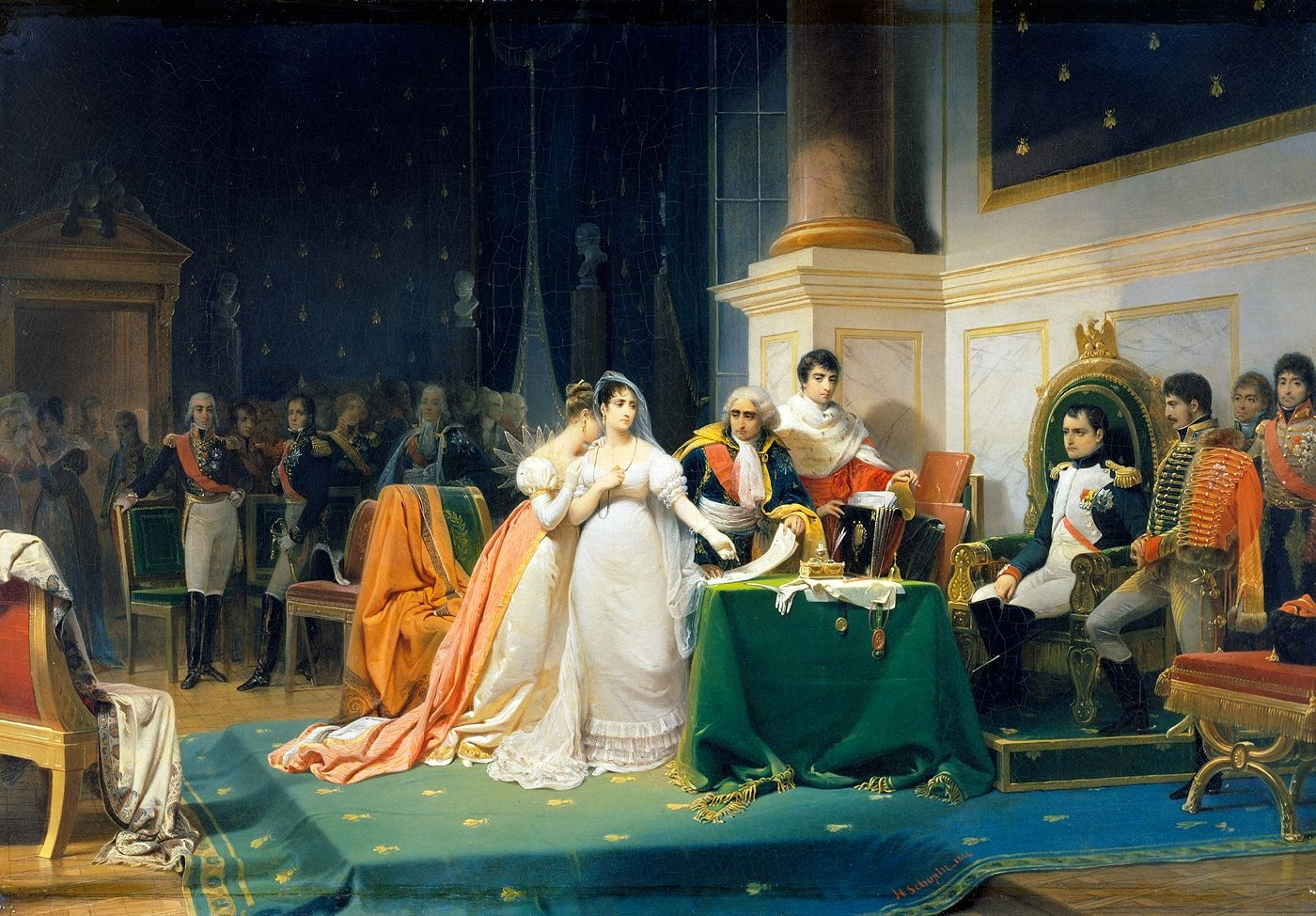
Le divorce de l'Impératrice Joséphine, 15 décembre 1809, par Henri-Frédéric Schopin.

L'absence de naissance dans le couple Bonaparte devient une affaire d'État à mesure que Napoléon renforce son pouvoir. Dans le même temps, l'empereur multiplie les infidélités, notamment avec Éléonore Denuelle de La Plaigne, la lectrice de sa sœur Caroline, qui donne naissance le 13 décembre 1806 au premier fils naturel de Napoléon, qu'il choisira de prénommer « Léon », diminutif de son propre prénom. La position de Joséphine devient d'autant plus fragile que le petit Napoléon-Charles, fils d'Hortense et Louis Bonaparte et considéré implicitement comme l'héritier du trône impérial, meurt du croup le 5 mai suivant. Désormais convaincu de sa capacité d'être père, Napoléon souhaite un héritier légitime : un divorce pour raison d'État semble inéluctable.
Le divorce est signé le 15 décembre 1809 et prononcé par un sénatus-consulte le 16 décembre, et le mariage religieux est annulé début 1810, par l'Officialité de Paris, la cour de Vienne exigeant l'intervention de l'autorité ecclésiastique afin de mettre le mariage de Napoléon avec Marie-Louise d'Autriche hors de toute contestation. Napoléon permet néanmoins à Joséphine de conserver le titre d’impératrice douairière en lui donnant l'Élysée, le château de la Malmaison et son domaine de 800 hectares, ainsi que le château de Navarre près d'Évreux, faisant Joséphine duchesse de Navarre par lettres patentes impériales signées le 9 avril 1810.
Joséphine se retire au château de Navarre, puis au château de Malmaison qu'elle a acheté en 1799 et reçoit, au printemps 1814, les monarques européens vainqueurs de Napoléon.
Dépensière, toujours endettée, extrêmement coquette (elle possède des centaines de robes fournies par le marchand de modes Leroy, de chaussures ou de bijoux), elle continue après son divorce à bénéficier des largesses de Napoléon, comme l'atteste son inventaire après décès. En dix ans, il lui donne plus de trente millions. Malgré cela, elle est en quasi-faillite cinq ou six fois et Napoléon chaque fois, quoique rechignant, apure ses comptes.

### Mort

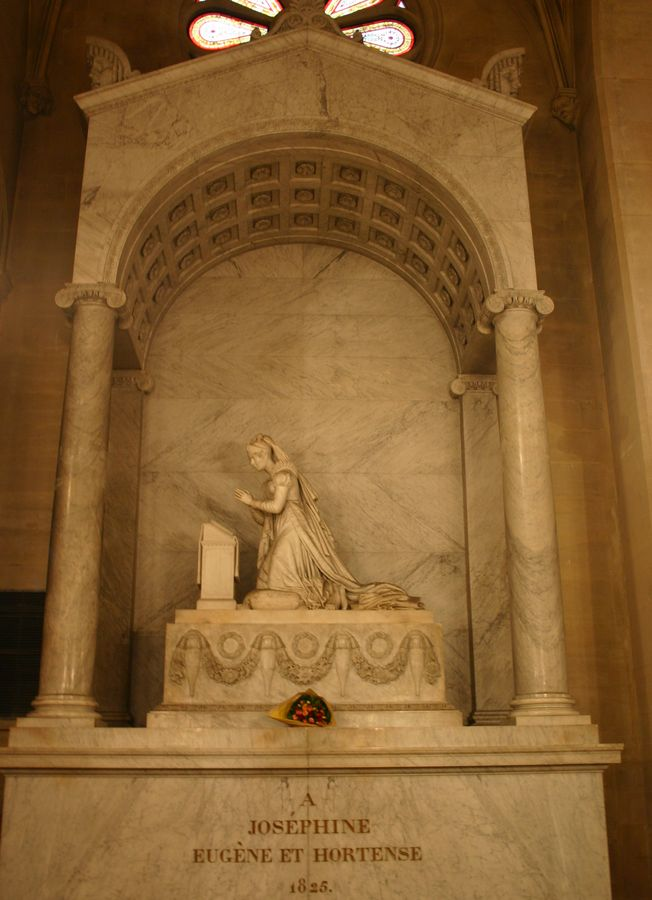
Le tombeau de Joséphine à l'église Saint-Pierre-Saint-Paul de Rueil-Malmaison.

Bien que sujette à de nombreux malaises, elle accepte de recevoir le tsar Alexandre Ier dans le château de Saint-Leu, propriété de sa fille Hortense, le 14 mai 1814. Elle contracte une pneumonie qui l’emporte le 29 mai 1814 vers midi, dans sa grande chambre du château de Malmaison, à l'âge de 50 ans. Les médecins pratiquant l'autopsie confirment la pneumonie accompagnée d'une angine gangréneuse.
Les funérailles solennelles ont lieu le 2 juin avec la plus grande pompe, dans la modeste et petite église du village de Rueil. Joséphine est inhumée en l'église Saint-Pierre-Saint-Paul de Rueil-Malmaison, d'abord dans un caveau provisoire dans la cave du presbytère. Ce n'est en effet que le 28 septembre 1825 que ses cendres sont transférées dans le tombeau commandé par ses deux enfants Eugène et Hortense, ces derniers passant plus de dix ans à lever les obstacles auprès des autorités pour faire ériger ce mausolée. Son monument funéraire, œuvre de l'architecte Louis-Martin Berthault et du sculpteur Pierre Cartellier, est surmonté d’une effigie en marbre de Carrare de Joséphine dans la même attitude que dans le tableau du Sacre de David. Berthault construit quatre colonnes ioniques supportant une voûte plein cintre. Cartellier sculpte la statue de Joséphine en orante et en costume de cour, disposant habilement le peigne de sa coiffure de manière à simuler le diadème, alors que le gouvernement de la Restauration avait défendu de représenter Joséphine avec aucun des attributs impériaux.

## Descendance
|                                               |  |  |
| Les enfants de Joséphine, Eugène et Hortense. |  |  |

Joséphine se marie le 13 décembre 1779 avec Alexandre de Beauharnais. Le couple donne naissance à deux enfants :
- Eugène-Rose (1781-1824), vice-roi d’Italie ; il épouse en 1806 Augusta-Amélie de Bavière (1788-1851), et est à l'origine des ducs de Leuchtenberg dont plusieurs descendants ont épousé des monarques européens ;
- Hortense Eugénie Cécile (1783-1837), qui épouse en 1802 un frère de Napoléon, Louis Bonaparte, plus tard roi de Hollande, et est la mère du futur Napoléon III et du duc de Morny.

Des deux enfants de Joséphine sont issues des branches de familles régnantes.
Son fils Eugène, marié à la fille du roi de Bavière, est l'ancêtre, par sa fille Joséphine, des familles royales de Norvège et de Suède ; il est aussi le père de l'impératrice du Brésil Amélie, du prince consort du Portugal Auguste, du grand-duc de Russie Maximilien. Par la reine Astrid, épouse du roi Léopold III, la famille royale de Belgique descend aussi de Joséphine.
La grande-duchesse de Bade Stéphanie de Beauharnais, nièce à la mode de Bretagne de son premier mari, adoptée et créée Princesse impériale par le second, compte parmi ses descendants la reine Caroline de Saxe, le roi Carol Ier de Roumanie, le roi des Belges Albert Ier, le prince Louis II de Monaco, le grand-duc Henri de Luxembourg.

## Mémoire

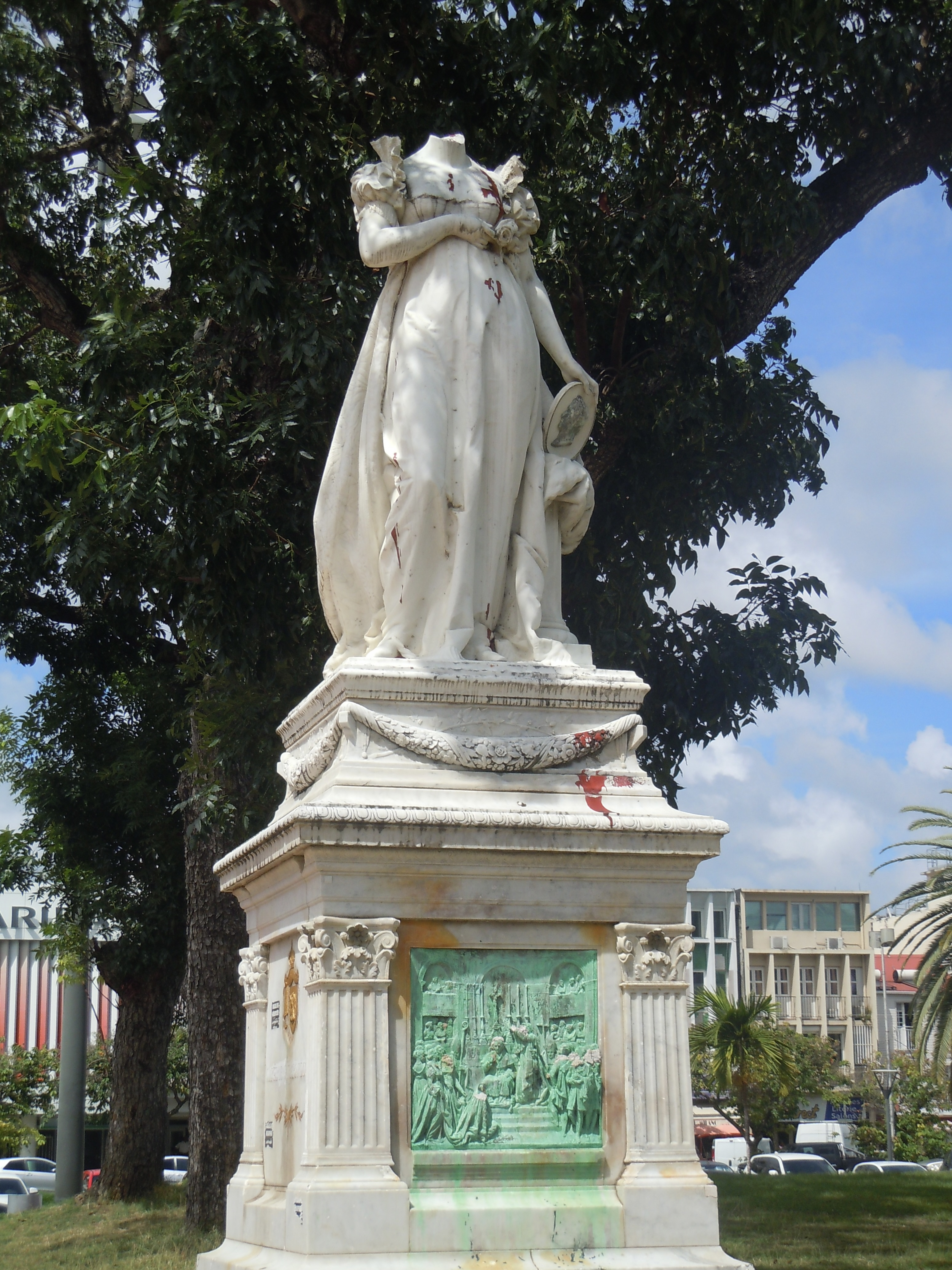
Statue de l'impératrice Joséphine, place de la Savane à Fort-de-France (Martinique), décapitée en 1991 puis détruite en 2020.

Le 29 août 1859, une statue de Joséphine, sculptée par Vital-Dubray est érigée à Fort-de-France, place de la Savane pour rendre hommage à l'impératrice.
En Martinique, Joséphine de Beauharnais est perçue comme la fille des colons, des Békés, et soupçonnée d'avoir incité l'Empereur à rétablir l'esclavage en 1802. En 1991, la statue est décapitée par un groupe d'inconnus. La statue n'a pas été restaurée et est restée en l'état, jusqu'à sa destruction en 2020 par des manifestants anticolonialistes,. Ce courant de pensée marginal est attribué à l'ignorance par l'historien Patrice Gueniffey, qui considère que Joséphine de Beauharnais « ne fut pour rien dans le rétablissement de l’esclavage aux colonies par Bonaparte en 1802 », mais que celui-ci s'explique par des considérations de politique étrangère vis-à-vis de l'Angleterre. Par ailleurs, d'après l'historien guadeloupéen Henri Bangou, son esclavagisme et sa négrophobie restent à démontrer. D'après lui, sous le Directoire, elle a correspondu avec Toussaint-Louverture, détentrice d'une propriété à Saint-Domingue, elle lui demanda de la protéger, requête à laquelle il accéda.
En 1853, dans un chapitre de son roman Ingénue, Alexandre Dumas père dresse un panorama du mouvement antiesclavagiste français en 1788 : Joséphine de Beauharnais en fait partie au côté de Danton, Brissot, l'abbé Grégoire, Charles de Villette, Étienne Clavière, Olympe de Gouges, l'abbé Raynal, Théodore de Lameth et, incontestablement par erreur, Malouët.
Depuis le 8 mars 1976, dans la commune suisse de Pregny-Chambésy, un chemin porte son nom : le Chemin de l'Impératrice, ainsi qu'un parc public : le Parc de l'Impératrice.
Un musée est créé sur son lieu de résidence en Martinique, sous le nom de domaine de la Pagerie.

## Personnalité

### L'impératrice et les arts

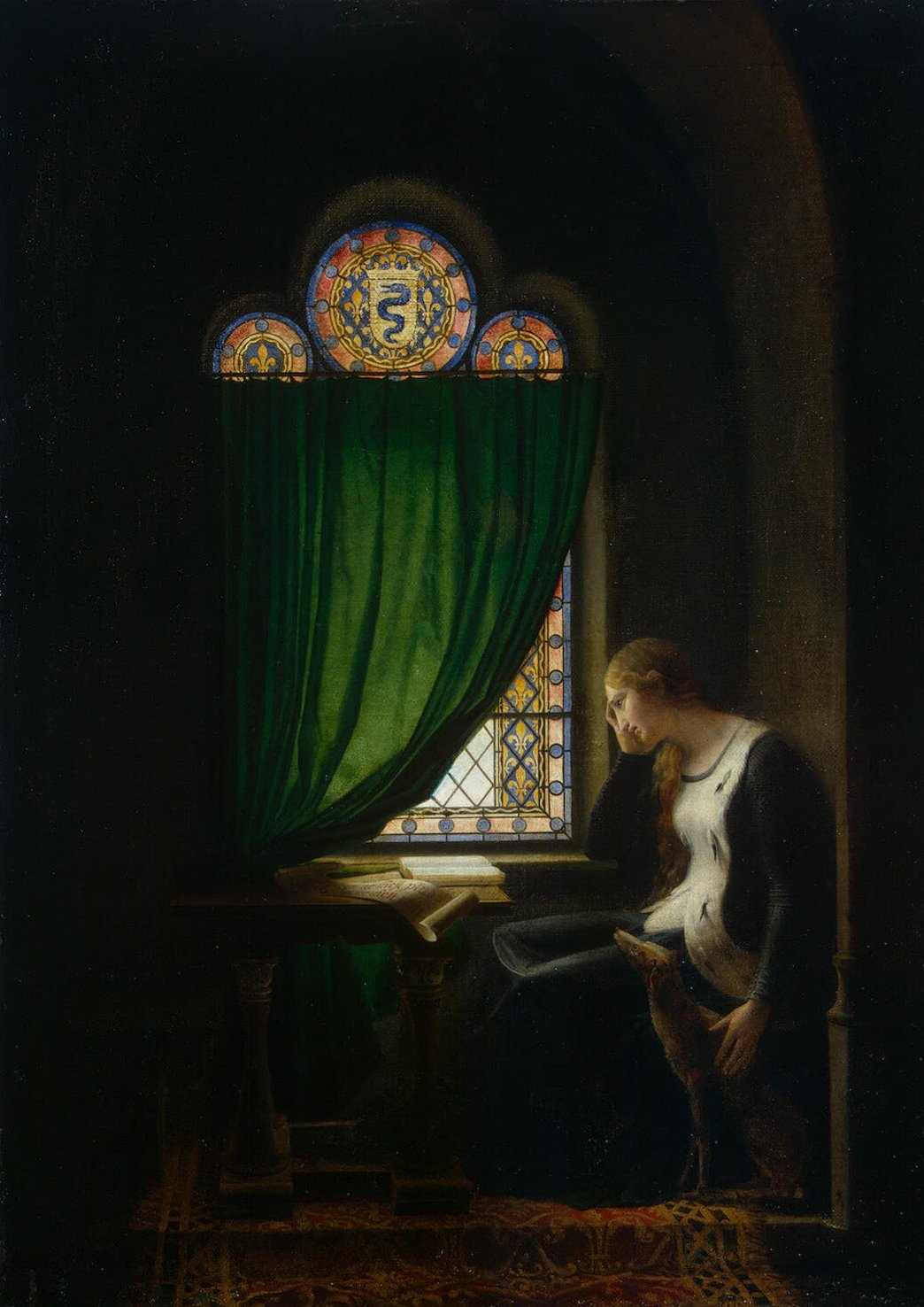
Valentine de Milan pleurant la mort de son époux (vers 1802), par Fleury François Richard, musée de l'Ermitage, Saint-Pétersbourg.

Outre ses nombreuses commandes aux joailliers, ébénistes et décorateurs de son temps et son influence sur la mode, Joséphine, comme ses enfants, la reine Hortense et le prince Eugène, soutinrent fortement par leurs achats la nouvelle peinture de style troubadour prenant pour sujet des épisodes historiques du Moyen Âge au XVIIe siècle, qui apparut en 1802, lorsque Fleury Richard exposa avec beaucoup de succès au Salon, son tableau Valentine de Milan pleurant la mort de son époux Louis d’Orléans, assassiné en 1407, par Jean, duc de Bourgogne, lequel fut acquis par l'impératrice.

### L'impératrice et la botanique

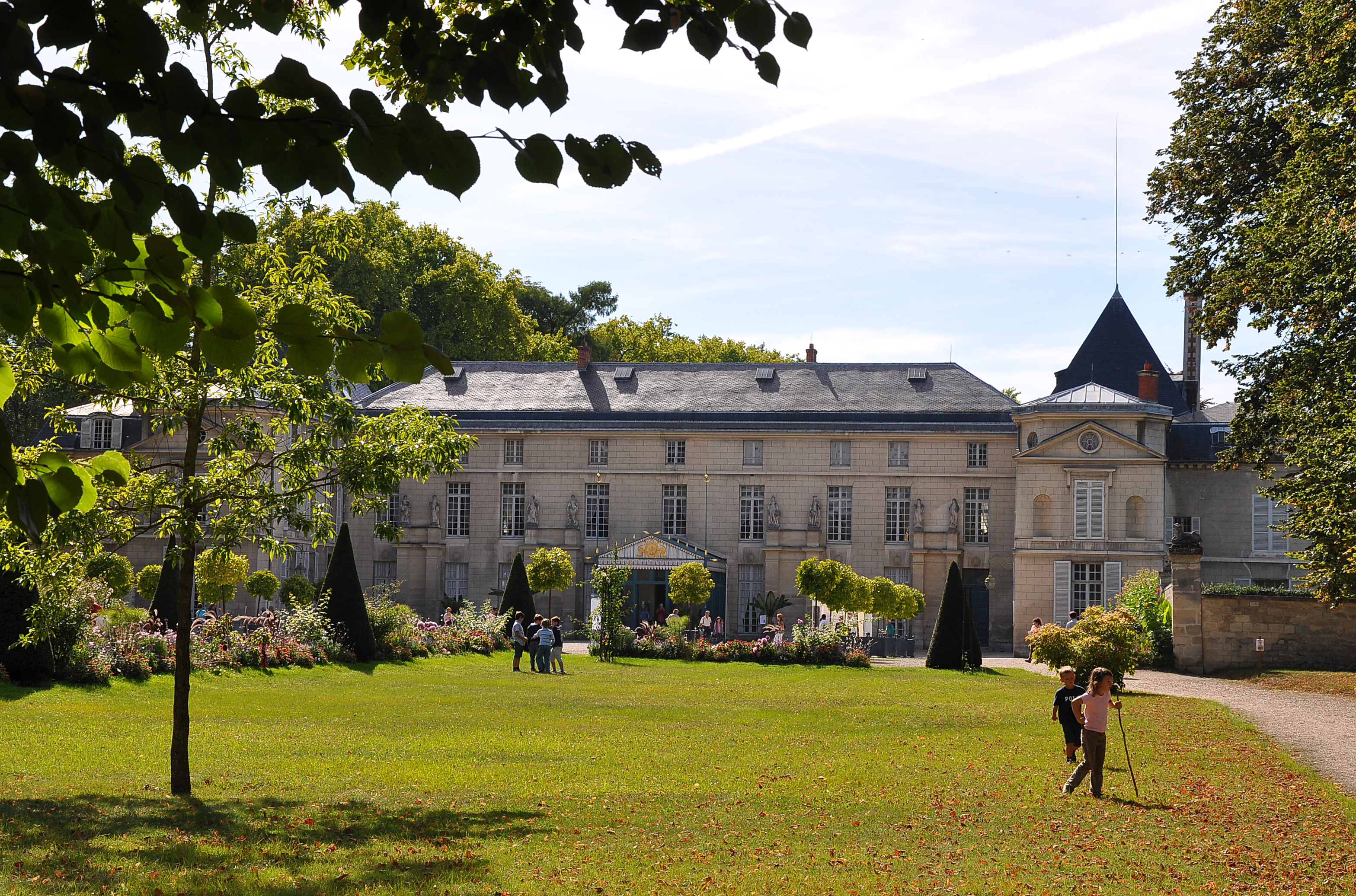
Château de Malmaison à Rueil-Malmaison.

Passionnée de botanique, Joséphine contribue à introduire de nombreuses espèces florales en France, notamment des plantes d'origine subtropicale dans ses serres chaudes du château de la Petite Malmaison. L'impératrice est à l'origine de la première impulsion quant à l'acclimatation de végétaux exotiques sur la Côte d'Azur. Elle entreprend une correspondance suivie avec le préfet des Alpes-Maritimes, M.-J. Dubouchage et envoie sur la Côte d'Azur de nombreuses plantes en provenance de La Malmaison.
Bénéficiant de l’aide de l’État, et étant nostalgique des végétaux exotiques de La Martinique, elle réunit dans les serres de son château de la Malmaison de nombreuses plantes étrangères remarquables. Joséphine est ainsi à l’origine de l’introduction d’espèces nouvelles dans les Alpes-Maritimes, plantées dans le jardin botanique créé en septembre 1801 dans l’enceinte de l’École centrale du département, quartier Saint-Jean-Baptiste à Nice, sous l’égide de la Société d’agriculture des Alpes-Maritimes. Ce jardin botanique comprend deux parties dont l’une, d’une surface de 30 perches est destinée « à cultiver et à acclimater des plantes exotiques » et l’autre, d’une surface de 25 perches, comprend une grande serre.
Entre 1803 et 1814, Joséphine envoie des botanistes à travers le monde pour enrichir la collection de sa roseraie de la Malmaison qui rassemble plus de 242 cultivars dont 167 roses galliques. Malgré le blocus, le pépiniériste John Kennedy traversait la Manche pour la fournir en roses. Sa roseraie comprenait des gallica, des moschata et des damascena mais aussi des chinensis et de nouvelles espèces. Les collections de la Malmaison ont été un trésor pour les pépiniéristes français. Leur catalogue de 1791 comportait 25 espèces, celui de 1829 en comptait 2 562 dont beaucoup sans grand intérêt ont rapidement disparu.
- 'Impératrice Joséphine', obtenteur Descemet
- 'Souvenir de la Malmaison', obtenteur Béluze
- 'Joséphine de Beauharnais', obtenteur Vibert
  - C'est à sa demande que Redouté dessina les roses de la Malmaison.

### L'Impératrice et sa ménagerie

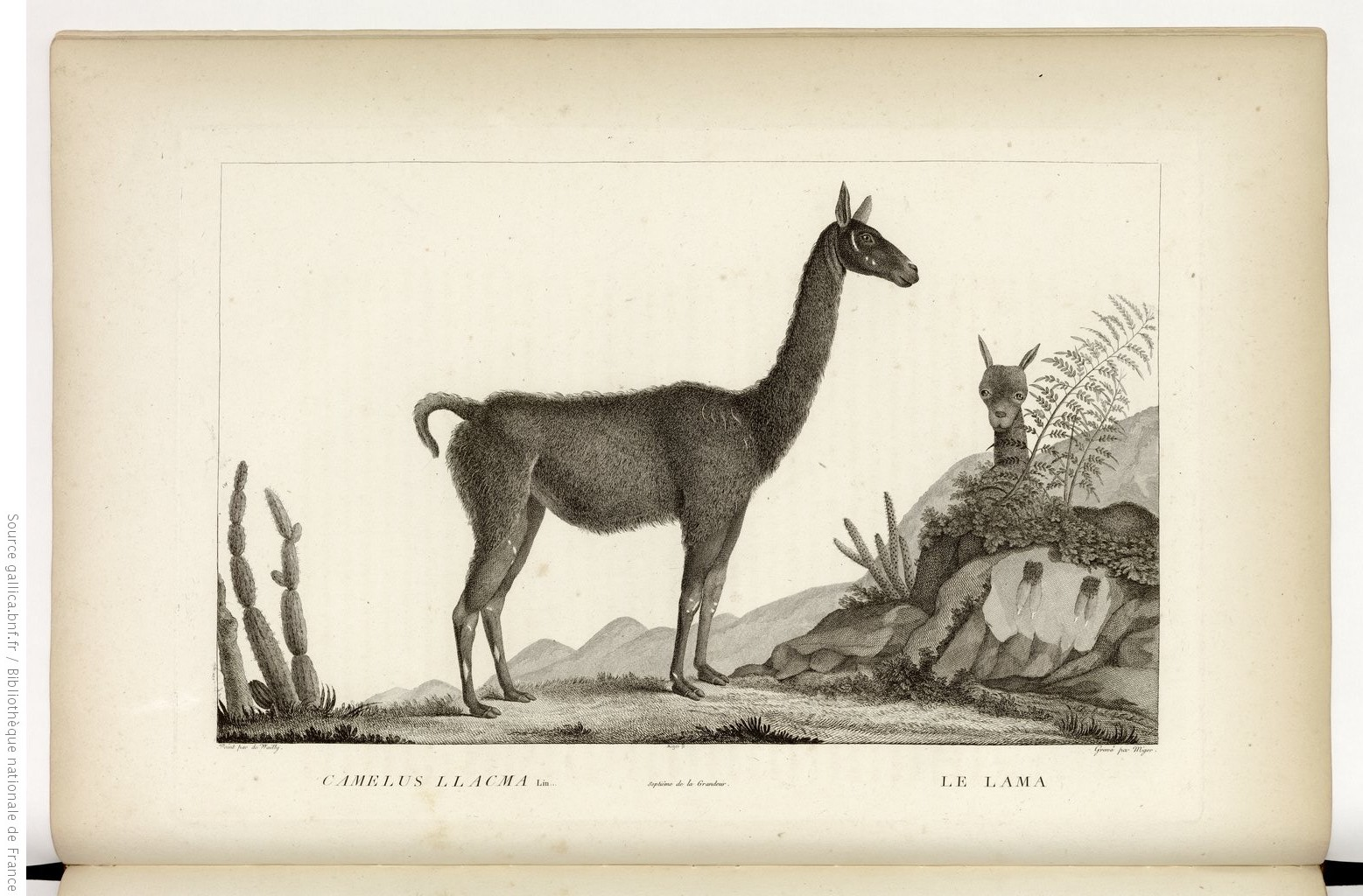
Lama présent dans la ménagerie de Joséphine et qui a été étudié par les professeurs du Muséum national d'histoire naturelle.

Dans le désir de faire de la Malmaison un véritable « jardin des Délices », Joséphine y introduisit également des oiseaux et des mammifères exotiques. Grâce à la nouvelle notoriété du couple Bonaparte, les animaux étaient soit envoyés à Paris en guise de cadeaux diplomatiques soit rapportés des guerres napoléoniennes tels des trophées. La ménagerie de Joséphine ne s’inscrivait pas exclusivement dans des préoccupations d’apparat, mais également scientifiques. En effet, l’Impératrice entretenait d’étroites relations avec les professeurs du Muséum national d’histoire naturelle que ce soit pour l’échange d’espèces ou pour faire de ces animaux des objets d’étude au service de l’histoire naturelle.
À l’inverse de la ménagerie de Versailles, théâtrale et fastueuse, celle de Joséphine demeurait modeste. Surtout, les animaux n’étaient point enfermés dans des enclos mais évoluaient librement dans le parc, s’inscrivant dans l’idée du jardin à l’anglaise qu’était le parc de la Malmaison sous le Premier Empire.

## Joséphine de Beauharnais dans la culture

### Filmographie
Joséphine de Beauharnais a été incarnée à l'écran par ;
- Julia Arthur (1909), The Life Drama of Napoleon Bonaparte and Empress Josephine of France de James Stuart Blackton ;
- Gianna Terribili-Gonzales (1912), Giuseppina Beauharnais d’Enrico Guazzoni ;
- Nelly Cormon (1912), Joséphine impératrice d'Henri Pouctal ;
- Johanna Mund (1920), Madame Récamier de Joseph Delmont ;
- Janet Alexander (1923), Empress Josephine; Or, Wife of a Demigod d'Edwin Greenwood ;
- Suzanne Bianchetti (1924), Madame Sans-Gêne de Léonce Perret ;
- Gertrude McCoy (1926), A Royal Divorce d'Alexander Butler ;
- Gina Manès (1927), Napoléon d'Abel Gance ;
- Julia Faye (1927), Le Brigadier Gérard (The Fighting Eagle) de Donald Crisp ;
- Agnes Ayres (1928), The Lady of Victories de Roy William Neill ;
- Natalie Golitzen (1928), Napoleon's Barber de John Ford ;
- Nelly Fernández (1930), El barbero de Napoleón de Sidney Lanfield ;
- Erna Morena (1934), So endete eine Liebe de Karl Hartl ;
- Gina Manès (1935), Napoléon Bonaparte d'Abel Gance ;
- Suzanne Kaaren (1937), Romance of Louisiana de Crane Wilbur ;
- Jacqueline Delubac (1937), Les Perles de la couronne de Sacha Guitry et Christian-Jaque ;
- Ruth Chatterton (1938), A Royal Divorce de Jack Raymond ;
- Norma Nova (1938), La sposa dei re de Duilio Coletti ;
- Lise Delamare (1942), Le Destin fabuleux de Désirée Clary de Sacha Guitry ;
- Gisèle Casadesus (1945), Paméla de Pierre de Hérain ;
- Merle Oberon (1954), Désirée de Henry Koster ;
- Hedy Lamarr (1954), L'Amante di Paride de Marc Allégret ;
- Michèle Morgan (1955), Napoléon de Sacha Guitry ;
- Marie Windsor (1957), L'Histoire de l'humanité de Irwin Allen ;
- Anne Caprile (1958), L'Exécution du duc d'Enghien (TV) de Stellio Lorenzi ;
- Martine Carol (1960), Austerlitz d'Abel Gance ;
- Micheline Presle (1962), Venere imperiale de Jean Delannoy ;
- Danielle De Metz (1967), My Master, Napoleon’s Buddy de Claudio Guzmán ;
- Sonja Ziemann (1967), Josephine de Korbinian Köberle ;
- Lucie Arnold (1972), Les Fossés de Vincennes de Pierre Cardinal ;
- Sylvie Favre (1972), Les Évasions célèbres, épisode Le Comte de Lavalette de Jean-Pierre Decourt ;
- Évelyne Dandry (1974), Amoureuse Joséphine (TV) de Guy Lessertisseur ;
- Billie Whitelaw (1974), Napoleon and Love (TV) de Derek Bennett ;
- Sonja Hörbing (1974), Karriere N de Werner W. Wallroth ;
- Ursula Andress (1976), La Grande Débandade d'Enzo G. Castellari ;
- Amarande (1978), Quatre dans une prison de Jean-Paul Carrère ;
- Danièle Lebrun (1979), Joséphine ou la comédie des ambitions (TV) de Robert Mazoyer ;
- Jacqueline Bisset (1987), Napoleon and Josephine: A Love Story (TV) de Richard T. Heffron ;
- Caroline Chaniolleau (de) (1989), Madame Tallien de Didier Grousset ;
- Béatrice Agenin (1991), Napoléon et l'Europe (TV) de Pierre Lary et To-Zé Martinho ;
- Barbora Lukesová (1993), Kaspar Hauser de Peter Sehr ;
- Isabella Rossellini (2002), Napoléon (TV) d'Yves Simoneau ;
- Olivia Mimouni (2012), À la recherche de Joséphine d’Eric Ellena ;
- Garance Thénault (2018), Joséphine, l'atout irrésistible de Napoléon[63];
- Vanessa Kirby (2023), Napoléon de Ridley Scott.
- Charlotte Meynaert (2024), La Guerre des trônes, la véritable histoire de l'Europe de Vanessa Pontet

### Théâtre
- Carine Marret, Napoléon et Joséphine, un amour impérial, pièce de théâtre, Éditions du Cerf (2021)  (ISBN 978-2-204-14662-3) [présentation en ligne].

| Impératrice des Français (1804-1809). | Monogramme de Joséphine, impératrice des Français. | Duchesse de Navarre (1810-1814). |